# Womersleyella niveata
Womersleyella niveata är en urinsektsart som beskrevs av John Tenison Salmon 1944. Womersleyella niveata ingår i släktet Womersleyella och familjen Isotomidae. Inga underarter finns listade i Catalogue of Life.